# بيرسي أوليفر
بيرسي أوليفر (بالإنجليزية: Percy Oliver) هو سباح أسترالي، ولد في 1 أبريل 1919 في City of Nedlands ‏ في أستراليا، وتوفي في 9 يوليو 2011 في برث في أستراليا.

## روابط خارجية
- بيرسي أوليفر على موقع الاتحاد الدولي للسباحة (الإنجليزية)
- بيرسي أوليفر على موقع اللجنة الأولمبية الدولية (الإنجليزية)
- بيرسي أوليفر على موقع أوليمبيديا (الإنجليزية)
- بيرسي أوليفر على موقع اللجنة الأولمبية الأسترالية (الإنجليزية)
- بيرسي أوليفر على موقع اتحاد ألعاب الكومنولث (مؤرشف) (الإنجليزية)